# Zahna-Elster
Zahna-Elster é um município da Alemanha, situado no distrito de Wittenberg, no estado de Saxônia-Anhalt. Tem 148,49 km² de área, e sua população em 2019 foi estimada em 9.222 habitantes.

## História
O município foi formado em 1 de janeiro de 2011 após a fusão dos antigos municípios de Zahna, Dietrichsdorf, Elster (Elbe), Gadegast, Leetza, Listerfehrda, Mühlanger, Zemnick e Zörnigall. Em 29 de maio de 2013, a incorporação da Mühlanger foi revertida em consequência de uma decisão do Tribunal Constitucional da Saxônia-Anhalt, mas foi novamente incorporada em 1 de janeiro de 2014.